# قانون کمک، تسکین و امنیت اقتصادی کروناویروس

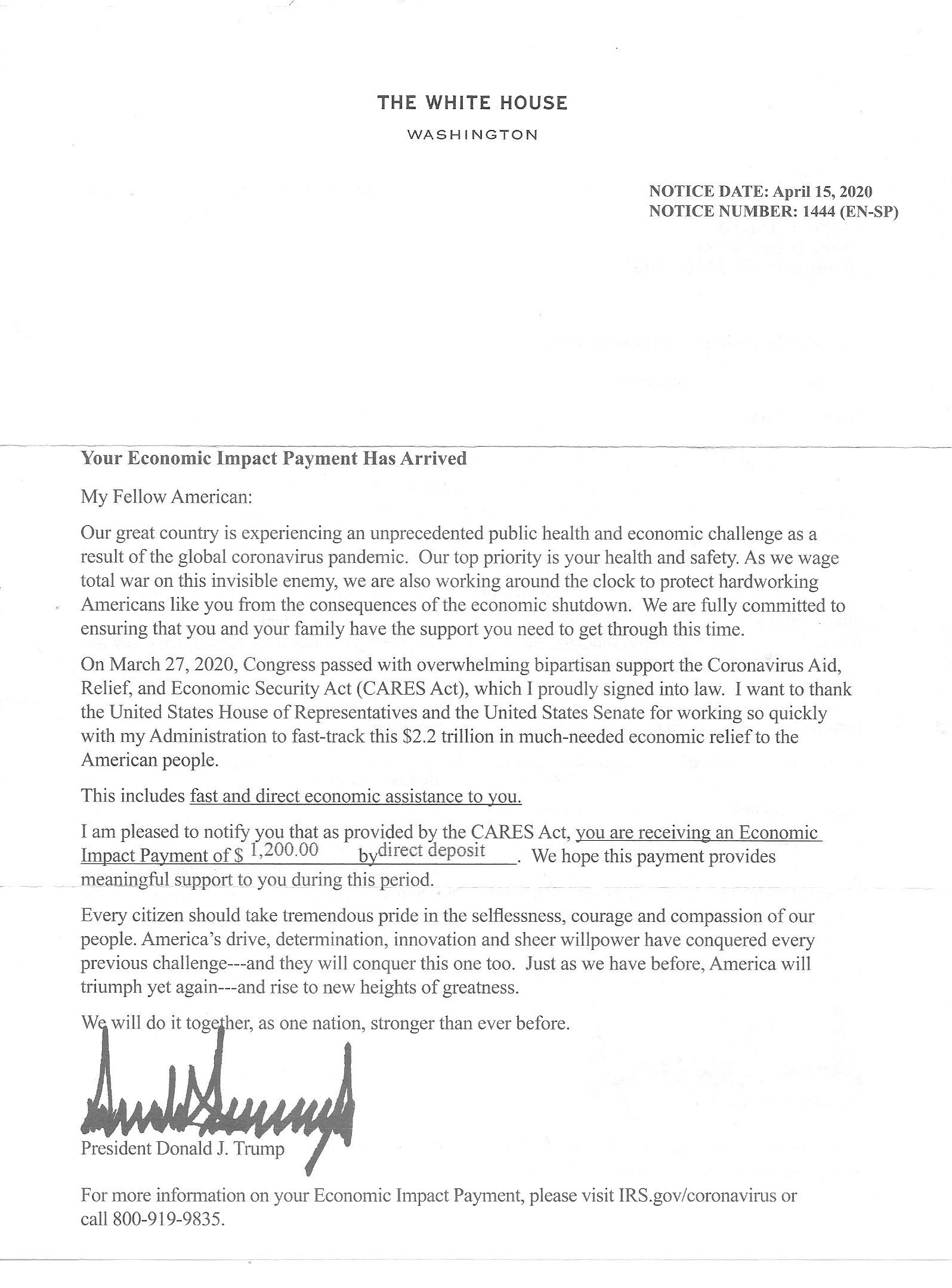
نامه‌ای با عنوان «پرداخت تأثیر اقتصادی شما دریافت شده است» از طرف رئیس‌جمهور دونالد ترامپ. ترامپ به دلیل اضافه کردن نام خود به چک‌های کمک‌های مالی مورد انتقاد قرار گرفت، که ممکن است ارسال آن‌ها را چند روز به تأخیر انداخته باشد، اگرچه این عمل که نام سیاستمداران روی پروژه‌های عمومی درج شود، امری رایج است.

قانون کمک، تسکین و امنیت اقتصادی کرونا ویروس، که به عنوان قانون CARES نیز شناخته می‌شود، یک لایحه محرک اقتصادی ۲٫۲ تریلیون دلاری است که توسط کنگره ۱۱۶ام ایالات متحده تصویب شد و در ۲۷ مارس ۲۰۲۰ توسط رئیس‌جمهور دونالد ترامپ به قانون تبدیل شد. این قانون در پاسخ به پیامدهای اقتصادی همه‌گیری COVID-19 در ایالات متحده تصویب شد. هزینه‌های این قانون عمدتاً شامل ۳۰۰ میلیارد دلار پرداخت نقدی یک‌باره به افرادی است که در آمریکا اظهارنامه مالیاتی ارائه می‌دهند (که بیشتر بزرگسالان مجرد ۱۲۰۰ دلار و خانواده‌های دارای فرزند مبالغ بیشتری دریافت می‌کنند)، ۲۶۰ میلیارد دلار افزایش مزایای بیکاری، ایجاد برنامه حمایت از حقوق و دستمزد (Paycheck Protection Program) که وام‌های قابل بخشش به کسب‌وکارهای کوچک با بودجه اولیه ۳۵۰ میلیارد دلار ارائه می‌دهد (که بعداً با قوانین بعدی به ۶۶۹ میلیارد دلار افزایش یافت)، ۵۰۰ میلیارد دلار وام به شرکت‌ها، و ۳۳۹٫۸ میلیارد دلار به دولت‌های ایالتی و محلی است.
این قانون از نظر اندازه و دامنه بی‌سابقه بود و بزرگترین بسته محرک اقتصادی در تاریخ ایالات متحده محسوب می‌شد که معادل ۱۰٪ از کل تولید ناخالص داخلی ایالات متحده بود. این لایحه بسیار بزرگ‌تر از لایحه محرک ۸۳۱ میلیارد دلاری بود که در سال ۲۰۰۹ به عنوان بخشی از پاسخ به رکود بزرگ تصویب شد.[۱۵] دفتر بودجه کنگره تخمین می‌زند که این قانون ۱٫۷ تریلیون دلار به کسری بودجه در دوره ۲۰۲۰–۲۰۳۰ اضافه خواهد کرد، که تقریباً تمام تأثیر آن در سال‌های ۲۰۲۰ و ۲۰۲۱ خواهد بود.
قانون‌گذاران به این لایحه به عنوان "فاز ۳" پاسخ کنگره به کرونا ویروس اشاره می‌کنند. فاز اول، قانون اعتبارات تکمیلی آمادگی و پاسخ به کرونا ویروس بود که برای تحقیق و توسعه واکسن ارائه شد. قانون پاسخ خانواده‌ها به کرونا ویروس، که بر جبران بیکاری و مرخصی استعلاجی متمرکز بود، فاز دوم بود. هر سه فاز در همان ماه تصویب شدند.
۹۰۰ میلیارد دلار کمک اضافی نیز به قانون تخصیص‌های تلفیقی ۲۰۲۱ پیوست شد، که در ۲۱ دسامبر ۲۰۲۰ توسط کنگره تصویب شد و در ۲۷ دسامبر توسط رئیس‌جمهور ترامپ امضا شد، پس از آن که برخی از برنامه‌های قانون CARES که تمدید شده بودند، قبلاً منقضی شده بودند.